# Neo Telle
Neo Telle (* 24. April 2005 in Köln) ist ein deutscher Fußballspieler. Der Innenverteidiger steht beim 1. FC Köln unter Vertrag.

## Karriere
Der in Köln geborene Telle durchlief in der Stadt sämtliche Stationen im Jugend-Fußball, davon von der U9 bis zur U12 bereits beim 1. FC Köln, ehe es zu Zwischenstationen bei der Vorwärts Spoho Köln und der 1. Jugendfußballschule Köln kam. Zur Saison 2019/20 wechselte er zurück zum FC. In der Saison 2022/23 gewann Telle als Teil der A-Jugend den DFB-Pokal der Junioren.
Am 21. Spieltag der Saison 2024/25 debütierte Telle für die Profi-Mannschaft des FC in der 2. Bundesliga, als er von Cheftrainer Gerhard Struber nach der Halbzeitpause im Heimspiel gegen den FC Schalke 04 (1:0) für Eric Martel eingewechselt wurde.

## Titel
- Deutscher A-Junioren-Pokalsieger: 2023